# Rodolfo Torresan
Rodolfo Torresan (Padova, 1º novembre 1887 – Wöllstein, 22 gennaio 1944) è stato un generale italiano veterano della guerra italo-turca e della prima guerra mondiale. Durante la seconda guerra mondiale dal 1939 al 1943 ricoprì ininterrottamente l'incarico di Capo ufficio servizi presso lo Stato maggiore del Regio Esercito in via XX Settembre a Roma. Dal 15 maggio 1943 fu al comando della 29ª Divisione fanteria "Piemonte" in Grecia. Dopo la firma dell'armistizio dell'8 settembre 1943 venne catturato dai tedeschi il 28 successivo a Patrasso e deportato nell'Offizierlager 64/Z di Schokken, in Polonia. Detenuto nel campo sino al 16 ottobre fu trasferito per l'aggravarsi di malattia presso l'infermeria di Wöllstein, dove decedette per malattia. Decorato con tre Medaglie d'argento, una di bronzo al valor militare e con la Croce di Cavaliere dell'Ordine militare di Savoia.

## Biografia
Nacque a Padova il 1 novembre 1887. Arruolatosi soldato volontario nel Regio Esercito presso 14º Reggimento fanteria, nel 1907 iniziò a frequentare come Allievo ufficiale la Regia Accademia Militare di Fanteria e Cavalleria di Modena, da cui uscì con il grado di sottotenente di complemento, assegnato all'arma di fanteria il 12 ottobre 1908, entrando poi in servizio permanente nel 57º Reggimento fanteria "Abruzzi". Promosso tenente, con lo scoppio della guerra italo-turca nel 1911 partì per la Libia col 57º Reggimento fanteria, operando in Cirenaica dove si distinse nel combattimento dell'Oasi delle Due Palme (3 marzo 1912), e poi nelle operazioni di occupazione delle isole del Dodecaneso partecipando allo sbarco a Rodi e nell'azione su Psitos (10 maggio 1912), guadagnandovi una Medaglia di bronzo al valor militare.
Rimpatriato nel dicembre 1912, partecipò in seguito alla prima guerra mondiale, raggiungendo il grado di capitano nel corso del 1915 e di maggiore (nel 1917. Rimase ferito mentre, alla testa della sua compagnia, attaccava il nemico alla baionetta il nemico sul colle Santa Lucia di Tolmino, e venendo per questo decorato di una Medaglia d'argento al valor militare.
A Gorizia, come comandante del III Battaglione del 253º Reggimento fanteria della Brigata Porto San Maurizio (comando dal 10 marzo al 31 dicembre 1917), combattendo alla testa dei suoi reparti, ottenne un'altra Medaglia d'argento al valor militare.
Dopo la fine della guerra, nel 1919, prestò ancora servizio in Libia rimanendovi sino al 1920. Fu poi assegnato al come comandante del II Battaglione al 313º Reggimento fanteria (dal 1º aprile 1922 al 15 ottobre 1923) e quindi al 55º Reggimento fanteria. Promosso tenente colonnello il 14 agosto 1926 e ammesso ai corsi della Scuola di guerra dell'esercito, frequentò il 56º Corso di Stato maggiore negli anni 1926-1929.
Compiuto l'esperimento pratico di Stato maggiore presso il comando del Corpo d'armata di Verona, fu Capo di stato maggiore della 9ª Divisione fanteria "Pasubio" di stanza nella stessa città veneta, e dal 1º gennaio 1933 fu assegnato al comando del Corpo di Stato maggiore presso il Ministero della Guerra a Roma. Nel 1935 passò, in qualità di Capo di stato maggiore, in servizio presso il comando della 21ª Divisione fanteria "Granatieri di Sardegna", rimanendovi sino al 16 settembre seguente. Ottenuta la promozione a colonnello il 1º gennaio 1936, ebbe il comando del 231º Reggimento fanteria "Avellino" e dal 15 ottobre 1937, ritornò presso il comando del Corpo di Stato maggiore, assegnato come Capo di stato maggiore al Corpo d'armata di Bolzano, avente Quartier generale a Merano, dove diede un valido contributo all'organizzazione e alla mobilitazione delle unità da inviare nella guerra di Spagna. Per questi motivi, il 31 luglio 1939 fu insignito dell'onorificenza di Cavaliere Ordine Militare di Savoia.
Dopo l'entrata in guerra del Regno d'Italia, avvenuta il 10 giugno 1940, sempre presso il Comando del Corpo di Stato maggiore svolse incarichi di alta responsabilità quale Capo ufficio servizi, che mantenne anche con le promozioni a generale di brigata (1º gennaio 1941) e a generale di divisione (5 novembre 1942).
Dal 15 maggio 1943, sostituendo il generale Adolfo Naldi (rimpatriato perché coinvolto in uno scandalo), assunse il comando della 29ª Divisione fanteria "Piemonte"  di stanza a Patrasso, nella Grecia occupata.
A seguito dell'armistizio dell'8 settembre 1943 fu catturato da tedeschi il 28 seguente e da loro trasferito in Polonia nello Offizierlager 64/Z di Schokken, dove giunse il 1º ottobre. Per le condizioni di malferma salute, sempre rifiutando la sua collaborazione ai nazifascisti, morì per stenti nell'infermeria di Wöllstein, dove era stato ricoverato già dal 16 ottobre 1943, spegnendosi improvvisamente nella notte del 22 gennaio 1944. Venne sepolto nel cimitero di Salka, nei pressi della chiesetta e del bosco adiacenti al campo stesso, dopo solenne cerimonia funebre. Per onorarne il coraggio in questo frangente fu decretata la concessione di una seconda Medaglia d'argento al valor militare. Una via di Padova porta il suo nome.

### Fonti
1. 1 2 3 4 5 6 7  Generals.
2. ↑   Bollettino ufficiale delle nomine, promozioni e destinazioni negli ufficiali e sottufficiali del R. esercito italiano e nel personale dell'amministrazione militare, 1911,  p. 824. URL consultato il 20 settembre 2019.
3. ↑   Bollettino ufficiale delle nomine, promozioni e destinazioni negli ufficiali e sottufficiali del R. esercito italiano e nel personale dell'amministrazione militare, 1926,  p. 4551. URL consultato il 20 settembre 2019.
4. ↑   Bollettino ufficiale delle nomine, promozioni e destinazioni negli ufficiali e sottufficiali del R. esercito italiano e nel personale dell'amministrazione militare, 1932,  p. 4029. URL consultato il 20 settembre 2019.
5. ↑  Pettibone 2010, p. 107.
6. ↑  Pettibone 2010, p. 113.
7. ↑  Sito web del Quirinale: dettaglio decorato.
8. ↑   Bollettino ufficiale delle nomine, promozioni e destinazioni negli ufficiali e sottufficiali del R. esercito italiano e nel personale dell'amministrazione militare, 1937,  p. 1392. URL consultato il 20 settembre 2019.
9. ↑  Supplemento Ordinario alla Gazzetta Ufficiale del Regno d'Italia n.178 del 30 luglio 1941, pag.27.